# Bailūr
Bailūr är en ort i Indien.   Den ligger i distriktet Chamrajnagar och delstaten Karnataka, i den södra delen av landet, 1 900 km söder om huvudstaden New Delhi. Bailūr ligger 989 meter över havet och antalet invånare är 5 940.
Terrängen runt Bailūr är varierad, och sluttar österut. Runt Bailūr är det ganska tätbefolkat, med 134 invånare per kvadratkilometer. I omgivningarna runt Bailūr växer huvudsakligen savannskog.